# Nederlandse Gidsen Beweging
De Nederlandse Gidsen Beweging (NGB) was een rooms-katholieke scoutingorganisatie voor meisjes in Nederland die bestond tussen 1945 en 1967.
Op 4 juli 1945 vond de oprichting plaats van de Nederlandse Gidsen Beweging voor Katholieke Vrouwelijke Jeugd. In 1946 werd door de NGB en de NPG het samenwerkingsverband Nationale Padvindsters Raad opgericht. Dit gebeurde omdat het wereldbureau gidsen maar één landelijke organisatie erkende. Het Nationaal Hoofdkwartier van de NGB werd in 1948 verplaatst van Den Oldenhof te Gorssel naar Utrecht. Mevrouw Bep Twaalfhoven was de eerste presidente van de beweging. Tot de vele commissies binnen de NGB behoorden de pioniersterscommissie, de Blauwe Vogelcommissie en de kaboutercommissie. Het Nationaal Buitencentrum de Holenberg in het Brabantse Schaijk was het hoofdkampeerterrein van de NGB.
Bij het gidsensysteem speelden meisjes het spel van verkennen op een Nederlandse Katholieke en vrouwelijke wijze. De nadruk lag op de Katholieke opvoeding en de godsdienstige sfeer in de groep. Van de NGB konden niet alleen gidsen lid worden. Elke groep bestond tot 1969 in principe uit drie speltakken: kabouters (8-11 jaar), gidsen (11-17 jaar) en pioniersters (boven 17 jaar). Een aantal groepen vormden samen een district. De groepen waren verbonden aan een parochie. De grenzen van de districten vielen vaak samen met die van de kerkelijke organisatie (parochie, decanaat en bisdom).

## Fusies
In 1967 ging het NGB verder als Nederlandse Gidsen (NG). Op 30 januari 1968 ontstond de federatie van Nederlandse padvinders- en padvindstersorganisaties onder de naam Federatie Scouting Nederland. De bij de federatie aangesloten verenigingen bleven als zelfstandige organisaties bestaan. Op 6 januari 1973 werd de Vereniging Scouting Nederland opgericht. Daarmee kwam een einde aan het zelfstandig bestaan van de vier padvind(st)ersorganisaties NGB, NPG, NPV en KV.